# Club 15-15
Club 15-15 var en volleybollklubb från Palma de Mallorca, Spanien. Klubben bildades 1994 under namnet Icaro Volleyball Club. De debuterade i Superliga Femenina de Voleibol (högsta serien) säsongen 2007/2008 och tog en andraplats redan första året. Samtidigt som klubben var framgångsrik hade den ekonomiska problem. De gick därför till säsongen 2008/2009 samman med herrvolleybollklubben CV Pòrtol och spelade under namnet Palma Volley. Samarbetet varade bara ett år och från 2009 spelade klubben under namnet Club 15-15. De ekonomiska problemen var dock inte över och p.g.a. problemen lades klubben ner i december 2011.